# Список країн за рівнем грамотності

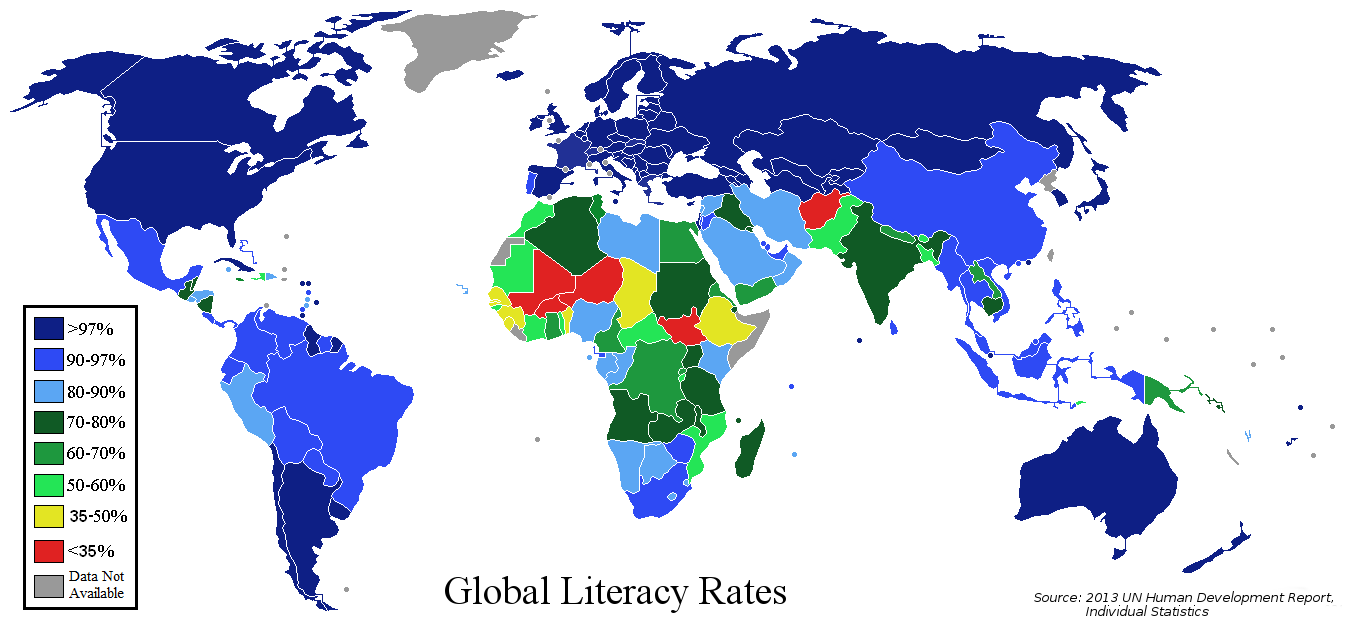
Карта світу із зазначенням рівня грамотності за країною (Доповідь про розвиток людини 2013). Сірий колір — немає даних

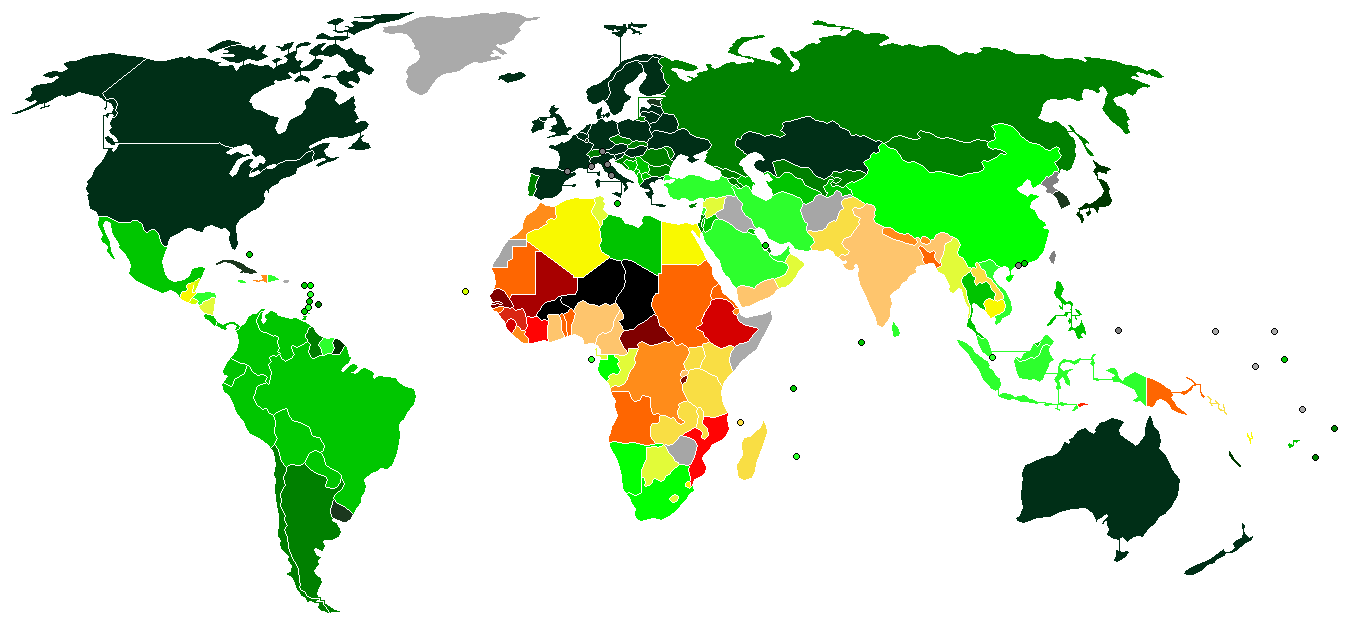
Карта світу із зазначенням індексу освіти за країнами (Доповідь про розвиток людини 2007/2008)

Список країн наводиться з доповіді Програми розвитку ООН за 2009. 
У цій доповіді використовуються дані про грамотність серед дорослого населення ООН з питань освіти, науки та культури (ЮНЕСКО) від квітня 2007 року, які складені з національних оцінок та оцінок, заснованих на Глобальної моделі прогнозу грамотності, розробленої у 2007 році. 
Національні оцінки засновані на зібраних ЮНЕСКО свіжих даних грамотності за країнами, отриманих з національних переписів населення або досліджень за період між 1995 і 2005 роками. Якщо свіжих даних ще немає, використовуються оцінки ЮНЕСКО, засновані на національних даних, зібраних до 1995 року. 
Багато країн з високим рівнем доходу після досягнення високого рівня грамотності припинили збирати статистику грамотності. При розрахунку індексу розвитку людського потенціалу (ІРЛП), рівень грамотності в таких країнах приймається рівним 99,0 %. 
При зборі даних по грамотності часто методика оцінки числа грамотних людей визначається країнами по-різному. Деякі країни використовують для оцінки дані про отримання ступенів освіти, але методи вимірювання відвідуваності шкіл або закінчення річного курсу навчання можуть розрізнятися. Тому оцінки рівня грамотності повинні використовуватися з обережністю. 
| Країна                                              | Грамотність | Чоловіки | Жінки  | Різниця | Критерій                                                                 |
| --------------------------------------------------- | ----------- | -------- | ------ | ------- | ------------------------------------------------------------------------ |
| -9e99                                               | -9e99       | -9e99    | !a     | -9e99   |                                                                          |
| Світ                                                | 84.1%       | 88.6%    | 79.7%  | 8.9%    | можуть читати та писати (15 років та старші) (2010 рік)                  |
| Афганістан                                          | 28.1%       | 43.1%    | 12.6%  | 30.5%   | можуть читати та писати (15 років та старші) (2000 рік)                  |
| Албанія                                             | 96.8%       | 98%      | 95.7%  | 2.3%    | можуть читати та писати (9 років та старші) (2011 рік)                   |
| Алжир                                               | 91.8%       | 91.8%    | 91.8%  | 0.0%    | можуть читати та писати (15 років та старші)                             |
| Американське Самоа                                  | 97%         | 98%      | 97%    | 1%      | можуть читати та писати (15 років та старші) (1980 рік)                  |
| Андорра                                             | 100%        | 100%     | 100%   | 0%      | можуть читати та писати (15 років та старші)                             |
| Ангола                                              | 70.4%       | 82.6%    | 58.6%  | 24.0%   | можуть читати та писати (15 років та старші) (2011 рік)                  |
| Антигуа і Барбуда                                   | 99%         | 98.4%    | 99.4%  | -1.0%   | age 15 and over has completed five or more years of schooling (2011 рік) |
| Аргентина                                           | 97.9%       | 97.8%    | 97.9%  | -0.1%   | можуть читати та писати (10 років та старші) (2011 рік)                  |
| Вірменія                                            | 99.6%       | 99.7%    | 99.5%  | 0.2%    | можуть читати та писати (15 років та старші) (2011 рік)                  |
| Аруба                                               | 96.8%       | 96.9%    | 96.7%  | 0.2%    | можуть читати та писати (15 років та старші) (2010 рік)                  |
| Австралія                                           | 96%         | 96%      | 96%    | 0%      | age 15 and over can read brief texts on familiar topics (2011-2)         |
| Австрія                                             | 98%         | N/A      | N/A    | N/A     | можуть читати та писати (15 років та старші)                             |
| Азербайджан                                         | 99.8%       | 99.9%    | 99.7%  | 0.2%    | можуть читати та писати (15 років та старші) (2010 census)               |
| Багамські Острови                                   | 95.6%       | 94.7%    | 96.5%  | -1.8%   | можуть читати та писати (15 років та старші) (2003 рік)                  |
| Бахрейн                                             | 94.6%       | 96.1%    | 91.6%  | 4.5%    | можуть читати та писати (15 років та старші) (2010 census)               |
| Бангладеш                                           | 57.7%       | 62%      | 53.4%  | 8.6%    | можуть читати та писати (15 років та старші) (2011 рік)                  |
| Барбадос                                            | 99.7%       | 99.7%    | 99.7%  | 0.0%    | age 15 and over has ever attended school (2002 рік)                      |
| Білорусь                                            | 99.6%       | 99.8%    | 99.5%  | 0.3%    | можуть читати та писати (15 років та старші) (2009 census)               |
| Бельгія                                             | 99%         | 99%      | 99%    | 0%      | можуть читати та писати (15 років та старші) (2003 рік)                  |
| Беліз                                               | 79.7%       | 75.2%    | 84.1%  | -8.9%   | можуть читати та писати (15 років та старші) (2010 census)               |
| Бенін                                               | 42.4%       | 55.2%    | 30.3%  | 24.9%   | можуть читати та писати (15 років та старші) (2010 census)               |
| Бермудські Острови                                  | 98%         | 98%      | 99%    | -1%     | можуть читати та писати (15 років та старші) (2005 рік)                  |
| Бутан                                               | 52.8%       | 65%      | 38.7%  | 26.3%   | можуть читати та писати (15 років та старші) (2005 рік)                  |
| Болівія                                             | 91.2%       | 95.8%    | 86.8%  | 9.0%    | можуть читати та писати (15 років та старші) (2009 рік)                  |
| Боснія і Герцеговина                                | 99.4%       | 99.8%    | 98.9%  | 0.9%    | можуть читати та писати (15 років та старші) (2011 рік)                  |
| Ботсвана                                            | 85.1%       | 84.6%    | 85.6%  | -1.0%   | можуть читати та писати (15 років та старші) (2011 рік)                  |
| Бразилія                                            | 95.8%       | N/A      | N/A    | N/A     | можуть читати та писати (15 років та старші) (2012 рік)                  |
| Британські Віргінські Острови                       | 97.8%       | N/A      | N/A    | N/A     | можуть читати та писати (15 років та старші) (1991 рік)                  |
| Бруней                                              | 95.4%       | 97%      | 93.9%  | 3.1%    | можуть читати та писати (15 років та старші) (2011 рік)                  |
| Болгарія                                            | 98.4%       | 98.7%    | 98%    | 0.7%    | можуть читати та писати (15 років та старші) (2011)                      |
| Буркіна-Фасо                                        | 28.7%       | 36.7%    | 21.6%  | 15.1%   | можуть читати та писати (15 років та старші) (2007 рік)                  |
| М'янма                                              | 92.7%       | 95.1%    | 90.4%  | 4.7%    | можуть читати та писати (15 років та старші) (2011 рік)                  |
| Бурунді                                             | 67.2%       | 72.9%    | 61.8%  | 11.1%   | можуть читати та писати (15 років та старші) (2010 рік)                  |
| Камбоджа                                            | 73.9%       | 82.8%    | 65.9%  | 16.9%   | можуть читати та писати (15 років та старші) (2009 рік)                  |
| Камерун                                             | 71.3%       | 78.3%    | 64.8%  | 13.5%   | можуть читати та писати (15 років та старші) (2010 рік)                  |
| Канада                                              | 99%         | 99%      | 99%    | 0%      | можуть читати та писати (15 років та старші) (2003 рік)                  |
| Кабо-Верде                                          | 84.9%       | 89.7%    | 80.3%  | 9.4%    | можуть читати та писати (15 років та старші) (2011 рік)                  |
| Кайманові Острови                                   | 98.9%       | 98.7%    | 99%    | -0.3%   | age 15 and over has ever attended school (2007 рік)                      |
| Центральноафриканська Республіка                    | 56.6%       | 69.6%    | 44.2%  | 25.4%   | можуть читати та писати (15 років та старші) (2011 рік)                  |
| Чад                                                 | 35.4%       | 45.6%    | 25.4%  | 20.2%   | можуть читати та писати (15 років та старші) (2011 рік)                  |
| Чилі                                                | 98.6%       | 98.6%    | 98.5%  | 0.1%    | можуть читати та писати (15 років та старші) (2009 рік)                  |
| КНР                                                 | 95.1%       | 97.5%    | 92.7%  | 4.8%    | можуть читати та писати (15 років та старші) (2010 рік)                  |
| Острів Різдва                                       | N/A         | N/A      | N/A    | N/A     | [ 2 ]                                                                    |
| Кокосові острови                                    | N/A         | N/A      | N/A    | N/A     | [ 2 ]                                                                    |
| Колумбія                                            | 93.6%       | 93.5%    | 93.7%  | -0.2%   | можуть читати та писати (15 років та старші) (2011 est)                  |
| Коморські Острови                                   | 75.5%       | 80.5%    | 70.6%  | 9.9%    | можуть читати та писати (15 років та старші) (2011 рік)                  |
| ДР Конго                                            | 66.8%       | 76.9%    | 57%    | 19.9%   | можуть читати та писати (15 років та старші) (2010 рік)                  |
| Республіка Конго                                    | 83.8%       | 89.6%    | 78.4%  | 11.2%   | можуть читати та писати (15 років та старші) (2003 рік)                  |
| Острови Кука                                        | 95%         | N/A      | N/A    | N/A     | можуть читати та писати (15 років та старші)                             |
| Коста-Рика                                          | 96.3%       | 96%      | 96.5%  | -0.5%   | можуть читати та писати (15 років та старші) (2011 рік)                  |
| Хорватія                                            | 99.2%       | 99.4%    | 98.7%  | 0.7%    | можуть читати та писати (10 років та старші) (2011 рік)                  |
| Куба                                                | 99.8%       | 99.8%    | 99.8%  | 0.0%    | можуть читати та писати (15 років та старші) (2011 рік)                  |
| Кіпр                                                | 98.7%       | 99.3%    | 98.1%  | 1.2%    | можуть читати та писати (15 років та старші) (2011 рік)                  |
| Чехія                                               | 99%         | 99%      | 99%    | 0%      | (2011 рік)                                                               |
| Данія                                               | 99%         | 99%      | 99%    | 0%      | можуть читати та писати (15 років та старші) (2003 рік)                  |
| Джибуті                                             | 70%         | N/A      | N/A    | N/A     | можуть читати та писати (15 років та старші) (2012 рік)                  |
| Домініка                                            | 94%         | 94%      | 94%    | 0%      | age 15 and over has ever attended school (2003 рік)                      |
| Домініканська Республіка                            | 90.1%       | 90%      | 90.2%  | -0.2%   | можуть читати та писати (15 років та старші) (2011 рік)                  |
| Еквадор                                             | 91.6%       | 93.1%    | 90.2%  | 2.9%    | можуть читати та писати (15 років та старші) (2011 рік)                  |
| Єгипет                                              | 73.9%       | 81.7%    | 65.8%  | 15.9%   | можуть читати та писати (10 років та старші) (2012 рік)                  |
| Сальвадор                                           | 84.5%       | 87.1%    | 82.3%  | 4.8%    | можуть читати та писати (15 років та старші) (2010 рік)                  |
| Екваторіальна Гвінея                                | 94.2%       | 97.1%    | 91.1%  | 6.0%    | можуть читати та писати (15 років та старші) (2011 рік)                  |
| Еритрея                                             | 80%         | N/A      | N/A    | N/A     | можуть читати та писати (15 років та старші) (2013 рік)                  |
| Естонія                                             | 99.8%       | 99.8%    | 99.8%  | 0.0%    | можуть читати та писати (15 років та старші) (2011 рік)                  |
| Ефіопія                                             | 39%         | 49.1%    | 28.9%  | 20.2%   | можуть читати та писати (15 років та старші) (2007 рік)                  |
| Фолклендські Острови                                | N/A         | N/A      | N/A    | N/A     | [ 2 ]                                                                    |
| Фарерські острови                                   | N/A         | N/A      | N/A    | N/A     | Note – probably 99%, the same as Denmark proper                          |
| Фіджі                                               | 93.7%       | 95.5%    | 91.9%  | 3.6%    | можуть читати та писати (15 років та старші) (2003 рік)                  |
| Фінляндія                                           | 100%        | 100%     | 100%   | 0%      | можуть читати та писати (15 років та старші) (2000 рік)                  |
| Франція                                             | 99%         | 99%      | 99%    | 0%      | можуть читати та писати (15 років та старші) (2003 рік)                  |
| Французька Полінезія                                | 98%         | 98%      | 98%    | 0%      | age 14 and over can read and write (1977 рік)                            |
| Габон                                               | 88.4%       | 91.9%    | 84.9%  | 7.0%    | можуть читати та писати (15 років та старші) (2010 рік)                  |
| Гамбія                                              | 50%         | 60%      | 40.4%  | 19.6%   | можуть читати та писати (15 років та старші) (2010 рік)                  |
| Сектор Газа                                         | 96.4%       | 98.3%    | 94.3%  | 4.0%    | можуть читати та писати (15 років та старші) (2012 рік)                  |
| Грузія                                              | 99.7%       | 99.8%    | 99.7%  | 0.1%    | можуть читати та писати (15 років та старші) (2010 рік)                  |
| Німеччина                                           | 99%         | 99%      | 99%    | 0%      | можуть читати та писати (15 років та старші) (2003 рік)                  |
| Гана                                                | 71.5%       | 78.3%    | 65.3%  | 13.0%   | можуть читати та писати (15 років та старші) (2010 census)               |
| Гібралтар                                           | >80%        | N/A      | N/A    | N/A     | [ 2 ]                                                                    |
| Греція                                              | 98.9%       | 98.8%    | 99%    | -0.2%   | можуть читати та писати (15 років та старші) (2001 census)               |
| Гренландія                                          | 100%        | 100%     | 100%   | 0%      | можуть читати та писати (15 років та старші) (2001 рік)                  |
| Гренада                                             | 96%         | N/A      | N/A    | N/A     | можуть читати та писати (15 років та старші) (2003 рік)                  |
| Гуам                                                | 99%         | 99%      | 99%    | 0%      | можуть читати та писати (15 років та старші) (1990 рік)                  |
| Гватемала                                           | 83.4%       | N/A      | N/A    | N/A     | можуть читати та писати (15 років та старші) (2012 рік)                  |
| Гернсі                                              | N/A         | N/A      | N/A    | N/A     | [ 2 ]                                                                    |
| Гвінея                                              | 41%         | 52%      | 30%    | 22%     | можуть читати та писати (15 років та старші) (2010 рік)                  |
| Гвінея-Бісау                                        | 55.3%       | 68.9%    | 42.1%  | 26.8%   | можуть читати та писати (15 років та старші) (2011 рік)                  |
| Гаяна                                               | 91.8%       | 92%      | 91.6%  | 0.4%    | age 15 and over has ever attended school (2002 census)                   |
| Гаїті                                               | 52.9%       | 54.8%    | 51.2%  | 3.6%    | можуть читати та писати (15 років та старші) (2003 рік)                  |
| Гондурас                                            | 83.4%       | 79.8%    | 80.2%  | -0.4%   | можуть читати та писати (15 років та старші) (2009 census)               |
| Гонконг                                             | 93.5%       | 96.9%    | 89.6%  | 7.3%    | age 15 and over has ever attended school (2002)                          |
| Угорщина                                            | 99%         | 99.2%    | 98.9%  | 0.3%    | можуть читати та писати (15 років та старші) (2011 рік)                  |
| Ісландія                                            | 99%         | 99%      | 99%    | 0%      | можуть читати та писати (15 років та старші) (2003 рік)                  |
| Індія                                               | 74.4%       | 82.1%    | 65.5%  | 16.6%   | age 7 and over can read and write (2011 census)                          |
| Індонезія                                           | 92.8%       | 97%      | 89.6%  | 7.4%    | можуть читати та писати (15 років та старші) (2010 рік)                  |
| Іран                                                | 85%         | 89.3%    | 80.7%  | 8.6%    | можуть читати та писати (15 років та старші) (2008 рік)                  |
| Ірак                                                | 80.2%       | 89%      | 73.6%  | 15.4%   | можуть читати та писати (15 років та старші) (2012 рік)                  |
| Ірландія                                            | 99%         | 99%      | 99%    | 0%      | можуть читати та писати (15 років та старші) (2003 рік)                  |
| Острів Мен                                          | N/A         | N/A      | N/A    | N/A     | [ 2 ]                                                                    |
| Ізраїль                                             | 97.1%       | 98.5%    | 95.9%  | 2.6%    | можуть читати та писати (15 років та старші) (2004 рік)                  |
| Італія                                              | 99%         | 99.2%    | 98.7%  | 0.5%    | можуть читати та писати (15 років та старші) (2011 census)               |
| Кот-д'Івуар                                         | 56.2%       | 65.2%    | 46.6%  | 18.6%   | можуть читати та писати (15 років та старші) (2010 рік)                  |
| Ямайка                                              | 87.9%       | 84.1%    | 91.6%  | -7.5%   | age 15 and over has ever attended school (2003 рік)                      |
| Японія                                              | 99%         | 99%      | 99%    | 0%      | можуть читати та писати (15 років та старші) (2002 census)               |
| Джерсі                                              | N/A         | N/A      | N/A    | N/A     | [ 2 ]                                                                    |
| Йорданія                                            | 93.4%       | 96.6%    | 90.2%  | 6.4%    | можуть читати та писати (15 років та старші) (2011 рік)                  |
| Казахстан                                           | 99.5%       | 99.8%    | 99.3%  | 0.5%    | можуть читати та писати (15 років та старші) (1999 рік)                  |
| Кенія                                               | 87.4%       | 90.6%    | 84.2%  | 6.4%    | можуть читати та писати (15 років та старші) (2010 рік)                  |
| Кірибаті                                            | N/A         | N/A      | N/A    | N/A     | [ 2 ]                                                                    |
| Північна Корея                                      | 100%        | 100%     | 100%   | 0%      | можуть читати та писати (15 років та старші) (2008 рік)                  |
| Південна Корея                                      | 97.9%       | 99.2%    | 96.6%  | 2.6%    | можуть читати та писати (15 років та старші) (2002)                      |
| Республіка Косово                                   | 91.9%       | 96.6%    | 87.5%  | 9.1%    | можуть читати та писати (15 років та старші) (2007 census)               |
| Кувейт                                              | 94%         | 94.4%    | 97%    | -2.6%   | можуть читати та писати (15 років та старші) (2007-2011 census)          |
| Киргизстан                                          | 98.7%       | 99.3%    | 98.1%  | 1.2%    | можуть читати та писати (15 років та старші) (1999 census)               |
| Лаос                                                | 73%         | 83%      | 63%    | 20%     | можуть читати та писати (15 років та старші) (2005 census)               |
| Латвія                                              | 99.8%       | 99.8%    | 99.8%  | 0.0%    | можуть читати та писати (15 років та старші) (2011 рік)                  |
| Ліван                                               | 89.6%       | 93.4%    | 86%    | 7.4%    | можуть читати та писати (15 років та старші) (2003 рік)                  |
| Лесото                                              | 89.6%       | 83.3%    | 95.6%  | -12.3%  | можуть читати та писати (15 років та старші) (2010 рік)                  |
| Ліберія                                             | 60.8%       | 64.8%    | 56.8%  | 10.0%   | можуть читати та писати (15 років та старші) (2010 рік)                  |
| Лівія                                               | 94.2%       | 98.6%    | 90.7%  | 7.9%    | можуть читати та писати (15 років та старші) (2010 рік)                  |
| Ліхтенштейн                                         | 100%        | 100%     | 100%   | 0%      | можуть читати та писати (10 років та старші)                             |
| Литва                                               | 99.7%       | 99.7%    | 99.7%  | 0.0%    | можуть читати та писати (15 років та старші) (2010 рік)                  |
| Люксембург                                          | 100%        | 100%     | 100%   | 0%      | можуть читати та писати (15 років та старші) (2000 рік)                  |
| Макао                                               | 91.3%       | 95.3%    | 87.8%  | 7.5%    | можуть читати та писати (15 років та старші) (2001 census)               |
| Республіка Македонія                                | 97.3%       | 98.7%    | 95.9%  | 2.8%    | можуть читати та писати (15 років та старші) (2010 рік)                  |
| Мадагаскар                                          | 64.5%       | 67.4%    | 61.6%  | 5.8%    | можуть читати та писати (15 років та старші) (2009 рік)                  |
| Малаві                                              | 74.8%       | 81.1%    | 68.5%  | 12.6%   | можуть читати та писати (15 років та старші) (2010 рік)                  |
| Малайзія                                            | 93.1%       | 95.4%    | 90.7%  | 4.7%    | можуть читати та писати (15 років та старші) (2010 census)               |
| Мальдіви                                            | 99%         | 99%      | 99%    | 0%      | можуть читати та писати (15 років та старші) (2006 census)               |
| Малі                                                | 27.7%       | 36.1%    | 19.8%  | 16.3%   | можуть читати та писати (15 років та старші) (2009 census)               |
| Мальта                                              | 92.8%       | 91.7%    | 93.9%  | -2.2%   | можуть читати та писати (10 років та старші) (2005 census)               |
| Маршаллові Острови                                  | 93.7%       | 93.6%    | 93.7%  | -0.1%   | можуть читати та писати (15 років та старші) (1999 рік)                  |
| Мавританія                                          | 58%         | 64.9%    | 51.2%  | 13.7%   | можуть читати та писати (15 років та старші) (2010 рік)                  |
| Маврикій                                            | 89.8%       | 92.3%    | 87.3%  | 5.0%    | можуть читати та писати (15 років та старші) (2011 census)               |
| Мексика                                             | 93.4%       | 93.7%    | 93.1%  | 0.6%    | можуть читати та писати (15 років та старші) (2009 estimate)             |
| Федеративні Штати Мікронезії                        | 89%         | 91%      | 88%    | 3%      | можуть читати та писати (15 років та старші) (1980 рік)                  |
| Молдова                                             | 98.5%       | 99.1%    | 98.1%  | 1.0%    | можуть читати та писати (15 років та старші) (2010 рік)                  |
| Монако                                              | 99%         | 99%      | 99%    | 0%      | можуть читати та писати (15 років та старші) (2003 рік)                  |
| Монголія                                            | 97.4%       | 96.9%    | 97.9%  | -1.0%   | можуть читати та писати (15 років та старші) (2010 рік)                  |
| Чорногорія                                          | 98.4%       | 99.4%    | 97.4%  | 2.0%    | можуть читати та писати (15 років та старші) (2010 рік)                  |
| Монтсеррат                                          | 97%         | 97%      | 97%    | 0%      | age 15 and over has ever attended school (1970 рік)                      |
| Марокко                                             | 67.1%       | 76.1%    | 57.6%  | 18.5%   | можуть читати та писати (15 років та старші) (2011 рік)                  |
| Мозамбік                                            | 56.1%       | 70.8%    | 42.8%  | 28.0%   | можуть читати та писати (15 років та старші) (2010 рік)                  |
| Намібія                                             | 88.8%       | 89%      | 88.5%  | 0.5%    | можуть читати та писати (15 років та старші) (2010 рік)                  |
| Науру                                               | N/A         | N/A      | N/A    | N/A     | [ 2 ]                                                                    |
| Непал                                               | 66%         | 75.1%    | 57.4%  | 17.7%   | можуть читати та писати (15 років та старші) (2010 census)               |
| Нідерланди                                          | 99%         | 99%      | 99%    | 0%      | можуть читати та писати (15 років та старші) (2003 рік)                  |
| Нова Каледонія                                      | 96.2%       | 96.8%    | 95.5%  | 1.3%    | можуть читати та писати (15 років та старші) (1996 census)               |
| Нова Зеландія                                       | 99%         | 99%      | 99%    | 0%      | можуть читати та писати (15 років та старші) (2003 рік)                  |
| Нікарагуа                                           | 78%         | 78.1%    | 77.9%  | 0.2%    | можуть читати та писати (15 років та старші) (2005 рік)                  |
| Нігер                                               | 28.7%       | 42.9%    | 15.1%  | 27.8%   | можуть читати та писати (15 років та старші) (2005 рік)                  |
| Нігерія                                             | 61.3%       | 72.1%    | 50.4%  | 21.7%   | можуть читати та писати (15 років та старші) (2010 рік)                  |
| Ніуе                                                | 95%         | N/A      | N/A    | N/A     | [ 2 ]                                                                    |
| Острів Норфолк                                      | 100%        | 100%     | 100%   | 0%      | [ 2 ]                                                                    |
| Північні Маріанські Острови                         | 97%         | 97%      | 96%    | 1%      | можуть читати та писати (15 років та старші) (1980 рік)                  |
| Норвегія                                            | 100%        | 100%     | 100%   | 0%      | [ 2 ]                                                                    |
| Оман                                                | 81.4%       | 86.8%    | 73.5%  | 13.3%   | можуть читати та писати (15 років та старші) (2003 census)               |
| Пакистан                                            | 55%         | 67%      | 42%    | 25%     | можуть читати та писати (15 років та старші).                            |
| Палау                                               | 92%         | 93%      | 90%    | 3%      | можуть читати та писати (15 років та старші) (1980 рік)                  |
| Палестина                                           | 95.6%       | 98.1%    | 93.1%  | 5.0%    | можуть читати та писати (15 років та старші) (2012 рік)                  |
| Панама                                              | 91.9%       | 92.5%    | 91.2%  | 1.3%    | можуть читати та писати (15 років та старші) (2000 census)               |
| Папуа Нова Гвінея                                   | 57.3%       | 63.4%    | 50.9%  | 12.5%   | можуть читати та писати (15 років та старші) (2000 census)               |
| Парагвай                                            | 94%         | 94.9%    | 93%    | 1.9%    | можуть читати та писати (15 років та старші) (2003 рік)                  |
| Перу                                                | 92.9%       | 96.4%    | 89.4%  | 7.0%    | можуть читати та писати (15 років та старші) (2007 census)               |
| Філіппіни                                           | 95.4%       | 95%      | 95.8%  | -0.8%   | можуть читати та писати (15 років та старші)                             |
| Піткерн                                             | N/A         | N/A      | N/A    | N/A     | [ 2 ]                                                                    |
| Польща                                              | 99.7%       | 99.9%    | 99.6%  | 0.3%    | можуть читати та писати (15 років та старші) (2011 рік)                  |
| Португалія                                          | 95.4%       | 97%      | 94%    | 3%      | можуть читати та писати (15 років та старші) (2011 рік)                  |
| Пуерто-Рико                                         | 94.1%       | 93.9%    | 94.4%  | -0.5%   | можуть читати та писати (15 років та старші) (2002 рік)                  |
| Катар                                               | 96.3%       | 96.5%    | 95.4%  | 1.1%    | можуть читати та писати (15 років та старші) (2010 рік)                  |
| Румунія                                             | 97.7%       | 98.3%    | 97.1%  | 1.2%    | можуть читати та писати (15 років та старші) (2011 рік)                  |
| Росія                                               | 99.7%       | 99.6%    | 99.8%  | 0.2%    | можуть читати та писати (15 років та старші) (2010 рік)                  |
| Руанда                                              | 71.1%       | 74.8%    | 67.5%  | 7.3%    | можуть читати та писати (15 років та старші) (2010 рік)                  |
| Острови Святої Єлени, Вознесіння і Тристан-да-Кунья | 97%         | 97%      | 98%    | -1%     | age 20 and over can read and write (1987 рік)                            |
| Сент-Кіттс і Невіс                                  | 97.8%       | N/A      | N/A    | N/A     | age 15 and over has ever attended school (2003 рік)                      |
| Сент-Люсія                                          | 90.1%       | 89.5%    | 90.6%  | -1.1%   | age 15 and over has ever attended school (2001 рік)                      |
| Сен-П'єр і Мікелон                                  | 99%         | 99%      | 99%    | 0%      | можуть читати та писати (15 років та старші) (1982 рік)                  |
| Сент-Вінсент і Гренадини                            | 96%         | 96%      | 96%    | 0%      | age 15 and over has ever attended school (1970 рік)                      |
| Самоа                                               | 99.7%       | 99.6%    | 99.7%  | -0.1%   | можуть читати та писати (15 років та старші) (2003 рік)                  |
| Сан-Марино                                          | 96%         | 97%      | 95%    | 2%      | можуть читати та писати (10 років та старші)                             |
| Сан-Томе і Принсіпі                                 | 84.9%       | 92.2%    | 77.9%  | 14.3%   | можуть читати та писати (15 років та старші) (2001 census)               |
| Саудівська Аравія                                   | 86.6%       | 90.4%    | 81.3%  | 9.1%    | можуть читати та писати (15 років та старші) (2010 рік)                  |
| Сенегал                                             | 39.3%       | 51.1%    | 29.2%  | 21.9%   | можуть читати та писати (15 років та старші) (2002 рік)                  |
| Сербія                                              | 98%         | 99.2%    | 96.9%  | 2.3%    | можуть читати та писати (15 років та старші) (2011 рік)                  |
| Сейшельські Острови                                 | 91.8%       | 91.4%    | 92.3%  | -0.9%   | можуть читати та писати (15 років та старші) (2002 census)               |
| Сьєрра-Леоне                                        | 35.1%       | 46.9%    | 24.4%  | 22.5%   | можуть читати та писати (15 років та старші) (2004 рік)                  |
| Сінгапур                                            | 95.9%       | 98.0%    | 93.8%  | 4.2%    | можуть читати та писати (15 років та старші) (2010 рік)                  |
| Словаччина                                          | 99.6%       | 99.7%    | 99.6%  | 0.1%    | можуть читати та писати (15 років та старші) (2004)                      |
| Словенія                                            | 99.7%       | 99.7%    | 99.7%  | 0.0%    | (2010 рік)                                                               |
| Соломонові Острови                                  | 84.1%       | 88.9%    | 79.2%  | 9.7%    | [ 2 ]                                                                    |
| Сомалі                                              | N/A         | N/A      | N/A    | N/A     | [ 19 ]                                                                   |
| ПАР                                                 | 93.1%       | 93.9%    | 92.2%  | 1.7%    | можуть читати та писати (15 років та старші) (2011 рік)                  |
| Південний Судан                                     | 27%         | 40%      | 16%    | 24%     | можуть читати та писати (15 років та старші)                             |
| Іспанія                                             | 97.7%       | 98.5%    | 97%    | 1.5%    | можуть читати та писати (15 років та старші) (2010 рік)                  |
| Шрі-Ланка                                           | 98.1%       | 97.7%    | 98.6%  | -0.9%   | можуть читати та писати (15 років та старші) (2010 census)               |
| Судан                                               | 71.9%       | 80.7%    | 63.2%  | 17.5%   | можуть читати та писати (15 років та старші)                             |
| Суринам                                             | 92.6%       | 95%      | 90.2%  | 4.8%    | можуть читати та писати (15 років та старші) (2010 census)               |
| Свальбард і Ян-Маєн                                 | N/A         | N/A      | N/A    | N/A     | [ 2 ]                                                                    |
| Есватіні                                            | 81.6%       | 82.6%    | 80.8%  | 1.8%    | можуть читати та писати (15 років та старші) (2003 рік)                  |
| Швеція                                              | 99%         | 99%      | 99%    | 0%      | можуть читати та писати (15 років та старші) (2003 рік)                  |
| Швейцарія                                           | 99%         | 99%      | 99%    | 0%      | можуть читати та писати (15 років та старші) (2003 рік)                  |
| Сирія                                               | 79.6%       | 86%      | 73.6%  | 12.4%   | можуть читати та писати (15 років та старші) (2004 census)               |
| Республіка Китай                                    | 98.29%      | 99.62%   | 96.97% | 2.65%   | можуть читати та писати (15 років та старші) (2012)                      |
| Таджикистан                                         | 99.7%       | 99.8%    | 99.6%  | 0.2%    | можуть читати та писати (15 років та старші) (2010 рік)                  |
| Танзанія                                            | 69.4%       | 77.5%    | 62.2%  | 15.3%   | можуть читати та писати (15 років та старші) (2002 census)               |
| Таїланд                                             | 93.5%       | 95.6%    | 91.5%  | 4.1%    | можуть читати та писати (15 років та старші) (2005 census)               |
| Східний Тимор                                       | 58.6%       | N/A      | N/A    | N/A     | можуть читати та писати (15 років та старші) (2002)                      |
| Того                                                | 60.9%       | 75.4%    | 46.9%  | 28.5%   | можуть читати та писати (15 років та старші) (2003 рік)                  |
| Токелау                                             | N/A         | N/A      | N/A    | N/A     | [ 2 ]                                                                    |
| Тонга                                               | 98.9%       | 98.8%    | 99%    | -0.2%   | can read and write Tongan and/or English (1999 рік)                      |
| Тринідад і Тобаго                                   | 98.6%       | 99.1%    | 98%    | 1.1%    | можуть читати та писати (15 років та старші) (2003 рік)                  |
| Туніс                                               | 88.3%       | 95.1%    | 80.3%  | 14.8%   | можуть читати та писати (15 років та старші) (2010 census)               |
| Туреччина                                           | 98.78%      | 99.3%    | 98.2%  | 1.1%    | можуть читати та писати (15 років та старші) (2012 рік)                  |
| Туркменістан                                        | 98.8%       | 99.3%    | 98.3%  | 1.0%    | можуть читати та писати (15 років та старші) (1999 рік)                  |
| Острови Теркс і Кайкос                              | 98%         | 99%      | 98%    | 1%      | age 15 and over has ever attended school (1970 рік)                      |
| Тувалу                                              | N/A         | N/A      | N/A    | N/A     | [ 2 ]                                                                    |
| Уганда                                              | 66.8%       | 76.8%    | 57.7%  | 19.1%   | можуть читати та писати (15 років та старші) (2002 census)               |
| Україна                                             | 99.7%       | 99.8%    | 99.6%  | 0.2%    | можуть читати та писати (15 років та старші) (2010 рік)                  |
| ОАЕ                                                 | 77.9%       | 76.1%    | 81.7%  | -5.6%   | можуть читати та писати (15 років та старші) (2003 рік)                  |
| Велика Британія                                     | 99%         | 99%      | 99%    | 0%      | age 15 and over has completed five or more years of schooling (2003 рік) |
| США                                                 | 99%         | 99%      | 99%    | 0%      | можуть читати та писати (15 років та старші) (2003 рік)                  |
| Американські Віргінські Острови                     | 90-95% рік  | N/A      | N/A    | N/A     | можуть читати та писати (15 років та старші) (2005 рік)                  |
| Уругвай                                             | 98%         | 97.6%    | 98.4%  | -0.8%   | можуть читати та писати (15 років та старші) (2003 рік)                  |
| Узбекистан                                          | 99.3%       | 99.6%    | 99%    | 0.6%    | можуть читати та писати (15 років та старші) (2003 рік)                  |
| Вануату                                             | 74%         | N/A      | N/A    | N/A     | можуть читати та писати (15 років та старші) (1999 census)               |
| Ватикан                                             | 99%         | 99%      | 99%    | 0%      | [ 2 ]                                                                    |
| Венесуела                                           | 95.5%       | 95.7%    | 95.4%  | 0.3%    | можуть читати та писати (15 років та старші) (2009 рік)                  |
| В'єтнам                                             | 94%         | 96.1%    | 92%    | 4.1%    | можуть читати та писати (15 років та старші) (2002 рік)                  |
| Волліс і Футуна                                     | 50%         | 50%      | 50%    | 0%      | можуть читати та писати (15 років та старші) (1969 рік)                  |
| Західна Сахара                                      | N/A         | N/A      | N/A    | N/A     | [ 2 ]                                                                    |
| Ємен                                                | 63.9%       | 81.2%    | 46.8%  | 34.4%   | можуть читати та писати (15 років та старші) (2010 рік)                  |
| Замбія                                              | 80.6%       | 86.8%    | 74.8%  | 12%     | можуть читати та писати (15 років та старші) (2003 рік)                  |
| Зімбабве                                            | 90.7%       | 94.2%    | 87.2%  | 7.0%    | можуть читати та писати (15 років та старші) (2003 рік)                  |